# 呉綱
呉 綱（ご こう、生没年不詳）は、中国三国時代の魏の武将。諸葛誕の長史。前漢の呉芮の16世の孫。
甘露2年（257年）、諸葛誕が司馬昭に対して反乱を起こす（諸葛誕の乱）と、諸葛靚と共に呉へ援軍要請に赴いた。
小説『三国志演義』では第111回に登場する。史書と同じく、諸葛靚を連れて呉に援軍を要請する役回りである。

## 先祖の逸話
『世語』によると、黄初7年（226年）に呉の住民が呉芮の墓を発いた。住民はその敷瓦を使用して、孫堅の廟を臨湘に建てた。
発掘された呉芮の遺体の容貌は生前のようであり、衣装も整っていた。後年、発掘に参加した一人が呉綱に会った時「あなたは長沙文王（呉芮）に似ておられるな。ただ背が少々低いところが違うか」と言った。それを聞いた呉綱は驚いて「それは私の先祖だ。君はどうやって見つけたのだ」と聞いた。
当人から詳しく事情を話され、それを聞き終えた呉綱は「すぐに埋葬し直しただろうな」と言った。当人は「既に埋葬しました」と答えたという。